# نيا فاردالوس
نيا فاردالوس (بالإنجليزية: Nia Vardalos)‏ كاتبة سيناريو وممثلة كندية يونانية. ولدت في (24 سبتمبر 1962). حققت شهرة من خلال فيلم عرسي اليوناني الكبير.

## نشأتها
ولدت في كندا لعائلة يونانية أرثوذكسية. ابوها يعمل محاسبا وأمها ربة منزل.
عام 1993 تزوجت نيا من الممثل الكندي اليوناني إيان جوميز.

## روابط خارجية
- نيا فاردالوس على موقع IMDb (الإنجليزية)
- نيا فاردالوس على موقع روتن توميتوز (الإنجليزية)
- نيا فاردالوس على موقع ألو سيني (الفرنسية)
- نيا فاردالوس على موقع ميوزك برينز (الإنجليزية)
- نيا فاردالوس على موقع أول موفي (الإنجليزية)
- نيا فاردالوس على موقع بوكس أوفيس موجو (الإنجليزية)
- نيا فاردالوس على موقع قاعدة بيانات برودواي على الإنترنت (الإنجليزية)
- نيا فاردالوس على موقع قاعدة بيانات الأفلام السويدية (السويدية)
- نيا فاردالوس على موقع إن إن دي بي (الإنجليزية)
- نيا فاردالوس على موقع قاعدة بيانات الفيلم (الإنجليزية)